# شقاوة

تعديل مصدري - تعديل

شقاوه هي إحدى قرى عزلة جعار بمديرية خنفر التابعة لمحافظة أبين، بلغ تعداد سكانها 34 نسمة حسب تعداد اليمن لعام 2004.